# Táriba
Táriba – miasto w Wenezueli, w stanie Táchira, siedziba gminy Cárdenas.
Według danych szacunkowych na rok 2015 liczy 108 100 mieszkańców.